# 图伦河
图伦河（英語：Turuun River）是一条河流，位于蒙古国乌布苏省。

## 简介
图伦河是蒙古国乌布苏省的一条河流，从乌布苏省温都尔杭爱苏木的汗科基夏爾嘎斯山國家公園流向西方，也是注入乌布苏湖的河流之一。该河流经乌布苏省西图伦县。